# Élections législatives de 1876 en Inde française
Les élections législatives de 1876 en Inde française ont eu lieu le 16 avril 1876.

## Résultats globaux
| Partis         | Partis         | Premier tour | Premier tour | Siège |
| Partis         | Partis         | Voix         | %            | Siège |
| -------------- | -------------- | ------------ | ------------ | ----- |
|                | Centre gauche  | 18 614       | 100,00       | 1     |
|                |                |              |              |       |
| Inscrits       | Inscrits       | 57 608       | 100,00       | 1     |
| Votants        | Votants        | 18 691       | 32,45        |       |
| Abstentions    | Abstentions    | 38 917       | 67,55        |       |
| Blancs et nuls | Blancs et nuls | 77           | 0,41         |       |
| Exprimés       | Exprimés       | 18 614       | 99,59        |       |

## Résultats par circonscription

### Circonscription unique
| Candidat       | Candidat       | Parti          | Premier tour | Premier tour |
| Candidat       | Candidat       | Parti          | Voix         | %            |
| -------------- | -------------- | -------------- | ------------ | ------------ |
|                | Jules Godin    | Centre gauche  | 18 614       | 100,00       |
|                |                |                |              |              |
| Inscrits       | Inscrits       | Inscrits       | 57 608       | 100,00       |
| Votants        | Votants        | Votants        | 18 691       | 32,45        |
| Abstention     | Abstention     | Abstention     | 38 917       | 67,55        |
| Blancs et nuls | Blancs et nuls | Blancs et nuls | 77           | 0,41         |
| Exprimés       | Exprimés       | Exprimés       | 18 614       | 99,59        |